# デクスター機構
デクスター機構（デクスターきこう）は、励起電子状態がある分子（ドナー）から別の分子（アクセプター）へ移動することによる消光機構のことである。
これはドナーとアクセプターの間の波動関数の重なりが必要であるので、一般には15-20Åオーダーの近距離でのみ起こる。
励起状態は1段階もしくは2段階の電子移動によって交換される。
デクスター機構でのエネルギー移動速度定数{\displaystyle k_{ET}}は
{\displaystyle k_{ET}\varpropto J\mathrm {exp} \left[{\frac {-2r}{L}}\right]}
ここで、{\displaystyle r\ }はドナーとアクセプター間の距離、{\displaystyle L\ }はドナーとアクセプターのファンデルワールス半径の和、{\displaystyle J\ }は以下で表されるスペクトルの重なり積分である。
{\displaystyle J=\int f_{\rm {D}}(\lambda )\,\epsilon _{\rm {A}}(\lambda )\,\lambda ^{4}\,d\lambda }